# Pirex concentricus
Pirex là một chi nấm thuộc họ Meruliaceae. Là một chi đơn loài, nó chứa loài duy nhất Pirex concentricus.